# Jean Cadell
Pour les articles homonymes, voir Cadell.
Jean Cadell, née le 13 septembre 1884 à Édimbourg (Écosse) et morte le 24 septembre 1967 à Londres (Angleterre), est une actrice britannique.

## Biographie
Elle commence sa carrière au théâtre.
Son frère est Francis Cadell qui faisait partie des Coloristes écossais. Elle se marie avec l'acteur Percival Clarke. Ses petits-enfants, Simon Cadell et Selina Cadell sont aussi devenus acteurs.

## Filmographie

### Cinéma
- 1912 : David Garrick, court-métrage de Percy Nash : Araminta Brown
- 1915 : The Man Who Stayed at Home de Cecil M. Hepworth : Miss Myrtle
- 1920 : Anna the Adventuress de Cecil M. Hepworth : Nellie Bates
- 1920 : Alf's Button de Cecil M. Hepworth : femme du vicaire
- 1923 : The Naked Man : Miss Linnett d'Henry Edwards : Miss Linnett
- 1930 : The Loves of Robert Burns d'Herbert Wilcox : Mrs Burns
- 1930 : Escape! de Basil Dean (non crédité)
- 1932 : Two White Arms de Fred Niblo : Mrs Drury
- 1932 : Fires of Fate de Norman Walker : Miss Byrne
- 1933 : Timbuctoo de Walter Summers : Wilhelmina
- 1934 : The Luck of a Sailor de Robert Milton : princesse Rosanna
- 1934 : Little Friend de Berthold Viertel : Miss Drew
- 1935 : David Copperfield de George Cukor : Mrs Micawber
- 1936 : Whom the Gods Love: The Original Story of Mozart and His Wife de Basil Dean : Mme Mozart
- 1937 : L'Étrange visiteur (Love from a Stranger) de Rowland V. Lee : tante Lou
- 1938 : South Riding de Victor Saville : Miss Dry
- 1938 : Pygmalion d'Anthony Asquith et Leslie Howard : Mrs Pearce
- 1940 : Confidential Lady d'Arthur B. Woods : Amy Boswell
- 1941 : Quiet Wedding d'Anthony Asquith : tante Florence
- 1942 : The Young Mr. Pitt de Carol Reed : Mrs Sparry
- 1943 : Dear Octopus d'Harold French : femme du vicaire
- 1944 : Soldier, Sailor d'Alexander Shaw : Mrs Church
- 1945 : Je sais où je vais (I Know Where I'm Going!) de Michael Powell et Emeric Pressburger : Receveuse des postes
- 1947 : Jassy de Bernard Knowles : Meggie
- 1949 : Cet âge dangereux (That Dangerous Age) de Gregory Ratoff : Nannie
- 1949 : Marry Me! de Terence Fisher : Hester Parsons
- 1949 : Whisky à gogo ! (Whisky Galore!) d'Alexander Mackendrick : Mrs Campbell
- 1950 : Jennifer (No Place for Jennifer) d'Henry Cass : Tante Jacqueline
- 1950 : Madeleine de David Lean : Mrs Jenkins
- 1950 : The Reluctant Widow de Bernard Knowles : Mrs Barrows
- 1952 : The Late Edwina Black de Maurice Elvey : Ellen
- 1952 : I'm a Stranger de Brock Williams : Hannah Mackenzie
- 1953 : Meet Mr. Lucifer d'Anthony Pelissier : Mrs. Macdonald
- 1954 : Three's Company de Terence Fisher et Charles Saunders : Miss Craig
- 1956 : Keep It Clean de David Paltenghi : Mrs Anstey
- 1957 : La Petite Hutte (The Little Hut) de Mark Robson : Mrs Hermione Brittingham-Brett
- 1957 : Let's Be Happy d'Henry Levin : Mrs Cathie
- 1957 : The Surgeon's Knife de Gordon Parry : Henrietta Stevens
- 1958 : Rockets Galore de Michael Relph : Mrs Campbell
- 1959 : Teddy Boys (Serious Charge) de Terence Young : Almshouse Matron
- 1959 : Entrée de service (Upstairs and Downstairs) de Ralph Thomas : 1re vieille femme
- 1960 : A Taste of Money (en) de Max Varnel : Miss Brill
- 1961 : Le Prisonnier récalcitrant (Very Important Person) de Ken Annakin : Dame dans l'émission TV

### Télévision
- 1938 : Tobias and the Angel, téléfilm : Anna
- 1939 : Suspect, téléfilm : Goudie Macintyre
- 1950 : Craven House, téléfilm d'Ian Atkins : Miss Hatt
- 1950 : he Switchback, téléfilm : Ante Dinah
- 1951-1959 : Sunday Night Theatre (série télévisée) (5 épisodes)
- 1952 : Music at Night, téléfilm : Mrs Amesbury
- 1953-1956 : Douglas Fairbanks, Jr., Presents (série télévisée) (2 épisodes)
- 1954 : Gravelhanger (série télévisée) : Agatha Pleeze
- 1957 : The Buccaneers (série télévisée) : Marquesa (épisode 1.29: Prize of Andalusia)
- 1958 : General Electric Theater (série télévisée) : Agnes (épisode 6.15: Time to Go Now)
- 1958 : Doomsday for Dyson, téléfilm de Silvio Narizzano : Grand-tante Lucy
- 1959 : The Flying Doctor (série télévisée) : grand-mère Polson (épisode 1.8: The Emergency Pilot)
- 1959 : The Eustace Diamonds (mini-série) : Lady Fawn (4 épisodes)
- 1961 : Alcoa Presents: One Step Beyond (série télévisée) : Claire (épisode 3.35: Nightmare)
- 1962 : Maigret (série télévisée) (épisode 2.11: The Reluctant Witness)